# Вишневе (село, Новоукраїнський район)
Вишневе (до 17 березня 2016 — Октябрське) — село в Україні, у Рівнянській сільській громаді Новоукраїнського району Кіровоградської області. Населення становить 262 осіб.

## Історія
За радянських часів і до 17 березня 2016 року село носило назву Октябрське, коли постановою ВР України його було перейменовано на Вишневе.

## Населення
Згідно з переписом УРСР 1989 року чисельність наявного населення села становила 263 особи, з яких 133 чоловіки та 130 жінок.
За переписом населення України 2001 року в селі мешкали 262 особи.

### Мова
Розподіл населення за рідною мовою за даними перепису 2001 року:
| Мова       | Відсоток |
| ---------- | -------- |
| українська | 92,37 %  |
| молдовська | 4,58 %   |
| російська  | 2,67 %   |
| білоруська | 0,38 %   |